# Жан-Поль Арруа
Жан-Поль Арруа (4 травня 1909 — 8 липня 1995) — бельгійський колоніальний державний службовець, який був останнім губернатором і єдиним генерал-резидентом Руанда-Урунді. Його термін збігся з революцією в Руанді та вбивством популярного бурундійського політичного лідера принця Луї Руагасоре. Стверджувалося, що Арруа міг бути причетний до вбивства.

## Освіта та кар'єра
Жан-Поль Арруа навчався у бізнес-школі Сольвей, яку він закінчив як бізнес-інженер у 1931 році. У 1936 р. він отримав академічну ступінь з колоніальних наук у Вільному університеті Брюсселя, а в 1946 р. він отримав звання доктора колоніальних наук. Його дисертація присвячена була ерозії ґрунтів у Центральній Африці і мала назву фр. Afrique, terre qui meurt, la dégradation des sols africains sous l'influence de la colonization («Африка, вмираюча земля: деградація африканських ґрунтів під впливом колонізації»). Ця теза мала певний міжнародний вплив, як у Сполучених Штатах, так і в Радянському Союзі, і Арруа вважався провідним експертом з прикладної екології в Африці.
З 1932 р. до 1935 р. Жан-Поль Арруа працював у сімейній компанії, перш ніж був призначений керувати Інститутом національних парків Бельгійського Конго, попередником Інституту Конголеза за збереження природи. З 1948 р. до 1955 р. Жан-Поль Арруа був першим генеральним секретарем Міжнародного союзу охорони природи (МСОП).

## Вбивство принця Луї Рвагасоре
Арруа прибув до Руанди-Урунді в 1955 р. і був губернатором території, а також був віце-генерал-губернатором Бельгійського Конго. Після офіційних вимог Урунді щодо незалежності 20 січня 1959 р. перші демократичні вибори в Урунді відбулися 8 вересня 1961 року. На цих виборах перемогла англ. UPRONA, багатонаціональна партія єдності на чолі з принцем Луї Рвагасоре, яка набрала трохи більше 80 відсотків голосів електорату. Після виборів, 13 жовтня, Рвагасоре був убитий. Вбивство спланували члени пробельгійської Християнсько-демократичної партії (англ. PDC) Руагасор був помітним критиком адміністрації Арруа Перед стратою вбивця Жан (Іоаніс) Кагеоргіс прямо звинуватив Арруа і Реньє у вбивстві.
Рене Лемаршан писав, що «Арруа бачить багато в Барунді як втілення диявола. Більш виважена оцінка свідчить про те, що він, ймовірно, увійде в історію як один із найбільш безвідповідальних і невмілих колоніальних державних службовців, які керували процесом ліквідації колоніального правління в Африці».

## Пізніше життя
Після свого правління як генерал-губернатора Руанда-Урунді, Арруа продовжив роботу професором у Вільному університеті Брюсселя. Він опублікував мемуари, які розповідають про колоніальну службу в 1987 році. Він помер у 1995 р. в Ікселі, передмісті Брюсселя.

## Праці
- (фр.) Burundi, 1955—1962: Souvenirs d'un combattant d'une guerre perdue (1987)
- (фр.) Rwanda, de la féodalité à la démocratie (1955—1962). Bruxelles, éditions Hayez, 1984. — 512 p.